# Humanoid (entreprise)
Pour les articles homonymes, voir Humanoid.
Humanoid est une entreprise française fondée en 2010, principalement connue pour être un éditeur de presse en ligne. Initialement créée pour éditer le site web Frandroid, la société détient également les médias Numerama depuis 2015 et Madmoizelle depuis 2020.
Elle est rachetée par le groupe EBRA en mars 2022.

## Historique

### FrAndroid et création

Logo actuel du site web Frandroid, à l'origine de l'entreprise.

Humanoid est fondée en juillet 2010 pour éditer le site web FrAndroid. Ce dernier, lancé par Ulrich Rozier, Pierre-Olivier Dybman et Baptiste Michaud en 2008, propose alors principalement des articles à propos de l'actualité du marché des téléphones mobiles sous Android,.
En juillet 2013, selon Médiamétrie, FrAndroid était consulté par 1,7 million de visiteurs uniques chaque mois. Humanoid employait alors 15 personnes.

### Acquisitions et évolution
En octobre 2015, Humanoid acquiert le site web Numerama après que son fondateur a cédé ses parts quelques mois plus tôt,,. À la suite de ce rachat, le site subit une importante refonte graphique et structurelle et étend sa ligne éditoriale à l'économie, aux sciences et à la pop culture,.
Le chiffre d'affaires de l'entreprise pour l'année 2018 s'élève à 3 200 000 euros.
Début 2019, Humanoid s'associe avec Futura pour créer une régie publicitaire, 191 Media. Celle-ci commercialise à son lancement les sites Futura et Clubic ainsi que ceux du groupe Humanoid (FrAndroid et Numerama),. Ces deux derniers sites atteignaient, d'après l'entreprise, une audience cumulée de 5,5 millions de visiteurs uniques mensuels à la même période.
En décembre 2019, FrAndroid change de nom pour « Frandroid » et revoit sa charte graphique afin de s'accorder avec l'évolution éditoriale du site, désormais davantage axée sur les guides d'achat et élargie depuis sa création à d'autres appareils électroniques que les téléphones portables. À la même date, Humanoid, qui employait 30 salariés, était valorisée à 12 millions d'euros après avoir augmenté son capital dans le but d'acquérir de nouveaux médias.
Le 16 juillet 2020, Humanoid rachète ALJ Agency, la société éditrice de Madmoizelle, avec pour objectif de faire du site web « le média féminin web de référence pour les jeunes femmes »,. Une nouvelle identité graphique pour le site paraît en juillet 2021.
En décembre 2021, après un an et demi de développement, Numerama subit une nouvelle refonte graphique et structurelle. Humanoid espère alors commercialiser un abonnement payant pour le site en 2022, et, à terme, étendre ce modèle économique à ses autres médias. À la même date, son chiffre d'affaires prévu pour l'ensemble de l'année 2021 est de 8 millions d'euros, qu'elle finit effectivement par atteindre.

### Filiale d'EBRA
Le 18 mars 2022, Humanoid est rachetée par le groupe EBRA — une filiale de Crédit mutuel qui édite principalement de la presse régionale écrite — pour une somme comprise entre 40 et 60 millions d'euros d'après Le Figaro,. Les dirigeants ne prévoient pas de modification de la ligne éditoriale des différents médias détenus par l'entreprise à la suite de ce rachat, les 65 employés de Humanoid continuant par ailleurs à occuper leurs précédents bureaux, à Paris, et la direction de la société restant inchangée,,.
En mai 2025, Humanoid signe un contrat d'un an avec Orange Advertising pour produire, à travers ses médias Numerama et Frandroid, du contenu éditorial exclusif pour le portail web Orange Tech.